# Saturnia brunnea
Saturnia brunnea är en fjärilsart som beskrevs av Gschwandnern. 1923. Saturnia brunnea ingår i släktet Saturnia och familjen påfågelsspinnare. Inga underarter finns listade.